# سيتي كيك بوكسينغ
سيتي كيك بوكسينغ (بالإنجليزية: City Kickboxing)‏ هي قاعة تمارين للتدريب على فنون القتال المختلطة مقرها في أوكلاند، نيوزيلندا.